# Anna Furrer
Anna Martha Furrer, geborene Omlin (* 23. Juni 1913 in Sachseln, Kanton Obwalden; † 23. Februar 2025 in Erstfeld, Kanton Uri), war eine Schweizer Supercentenarian.

## Leben
Anna Furrer wuchs gemeinsam mit vier Schwestern und zwei Brüdern auf einem Bauernhof in Sachseln auf. Nach ihrem Schulabschluss absolvierte sie zunächst eine Ausbildung in der Landwirtschaft. Später war sie als Kellnerin in verschiedenen Restaurants und Hotels tätig. Im Jahr 1949 heiratete sie den Lokführer Ambros Furrer († 1989), mit dem sie zwei Söhne hatte und mit ihm nach Erstfeld im Kanton Uri zog. Mitte der 1970er-Jahre ging sie in den Ruhestand.
Furrer war Mitglied im sogenannten «13er-Club» in Erstfeld. Der Club hatte nur Mitglieder, die im Jahr 1913 geboren waren. Die Treffen fanden in regelmässigen Abständen statt. Furrer war später die letzte Überlebende dieser Gruppe.
Furrer wohnte bis zu ihrem Tod in ihrem Einfamilienhaus in Erstfeld. Ab ihrem 106. Lebensjahr wurde sie von mehreren Verwandten und einem Pflegedienst umsorgt. Bis auf eine Schwerhörigkeit, gegen die sie ein Hörgerät trug, hatte sie keinerlei gesundheitliche Probleme. Ihr Haus verließ sie allerdings nur noch in Begleitung. Ab 2019 war sie die älteste lebende Person im Kanton Uri. Am 23. Juni 2023 wurde Anna Furrer 110 Jahre alt und damit zur Supercentenarian. Nach dem Tod von Marie Guerne im Alter von 111 Jahren und 334 Tagen am 23. Februar 2024 war Furrer die älteste namentlich bekannte in der Schweiz lebende Person.
Anna Furrer starb am 23. Februar 2025 im Alter von 111 Jahren und 245 Tagen (insgesamt 40.788 Tage).